# Kermia pumila
Kermia pumila is een slakkensoort uit de familie van de Raphitomidae. De wetenschappelijke naam van de soort is voor het eerst geldig gepubliceerd in 1845 door Mighels.